# 東亞東方蝦蛄
東亞東方蝦蛄（学名：Quollastria imperialis）为蝦蛄科東方蝦蛄屬下的一个种。其种加词“imperialis”意为“帝王的”。